# Фиоре, Кэтрин
Кэ́трин Фио́ре (англ. Kathryn Fiore; 13 августа 1979, Нью-Йорк, Нью-Йорк, США) — американская актриса и комедиантка.

## Биография
Кэтрин Фиоре родилась 13 августа 1979 года в Нью-Йорке (штат Нью-Йорк, США). Кэтрин обучалась латинскому языку в Колумбийском университете, но позже она покинула университет, чтобы полностью уйти в актёрскую карьеру.
Кэтрин начала актёрскую карьеру в 1994 году с игры на Broadway. В 1995 году Фиоре дебютировала в кино, сыграв роль Бриджет в фильме «Кузин Говард». Всего она сыграла в 41-м фильме и телесериале.
С октября 2008 года Кэтрин замужем за актёром Гэбриелом Тайгерманом (род.1980). У супругов есть дочь — Элис Харпер Фиоре-Тайгерман (род.28.05.2013).

## Избранная фильмография
| Год  |    | Русское название                     | Оригинальное название                | Роль     |
| ---- | -- | ------------------------------------ | ------------------------------------ | -------- |
| 2011 | с  | Держись, Чарли!                      | Good Luck Charlie                    | Рейн     |
| 2019 | ки | Travis Strikes Again: No More Heroes | Travis Strikes Again: No More Heroes | Бэд Гёрл |